# Kopalnia Węgla Kamiennego Grodziec

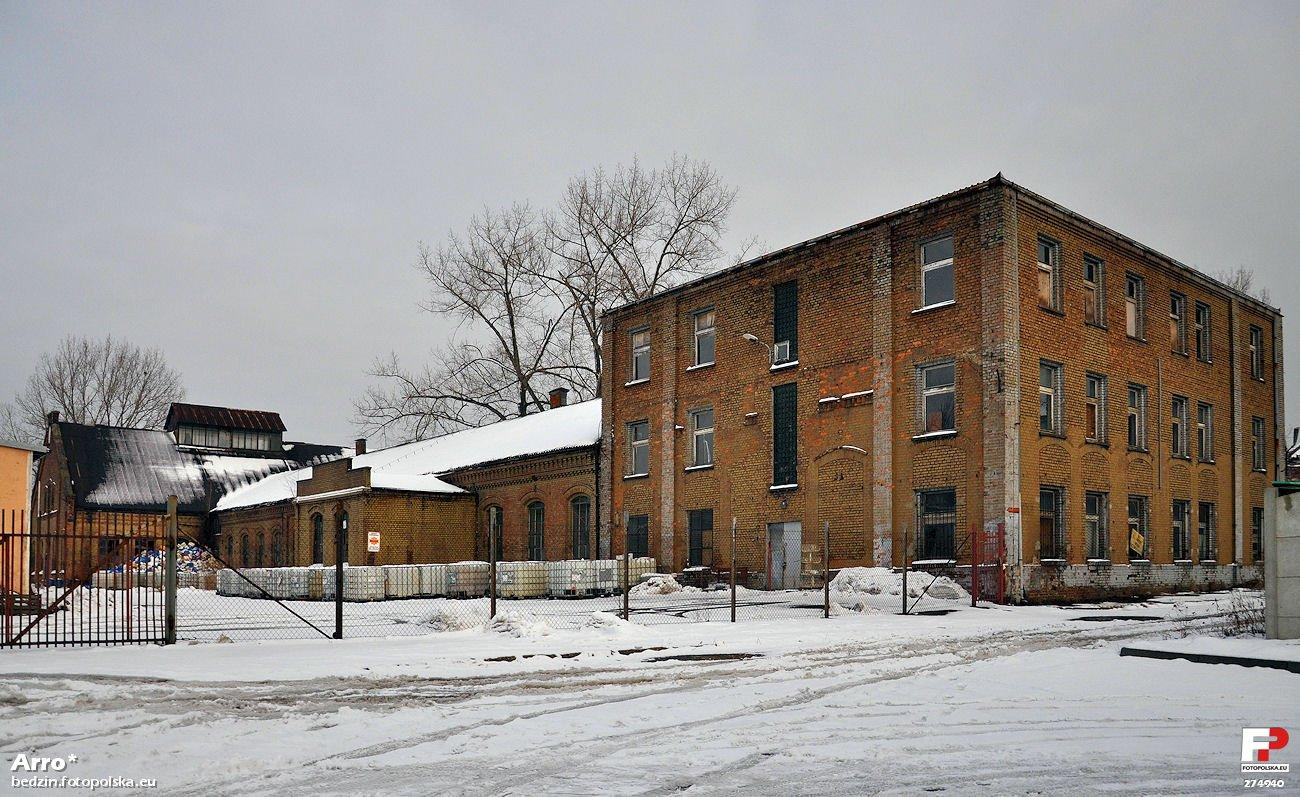
Zabudowania pokopalniane przy ul. Norberta Barlickiego, fot. 2012 r.

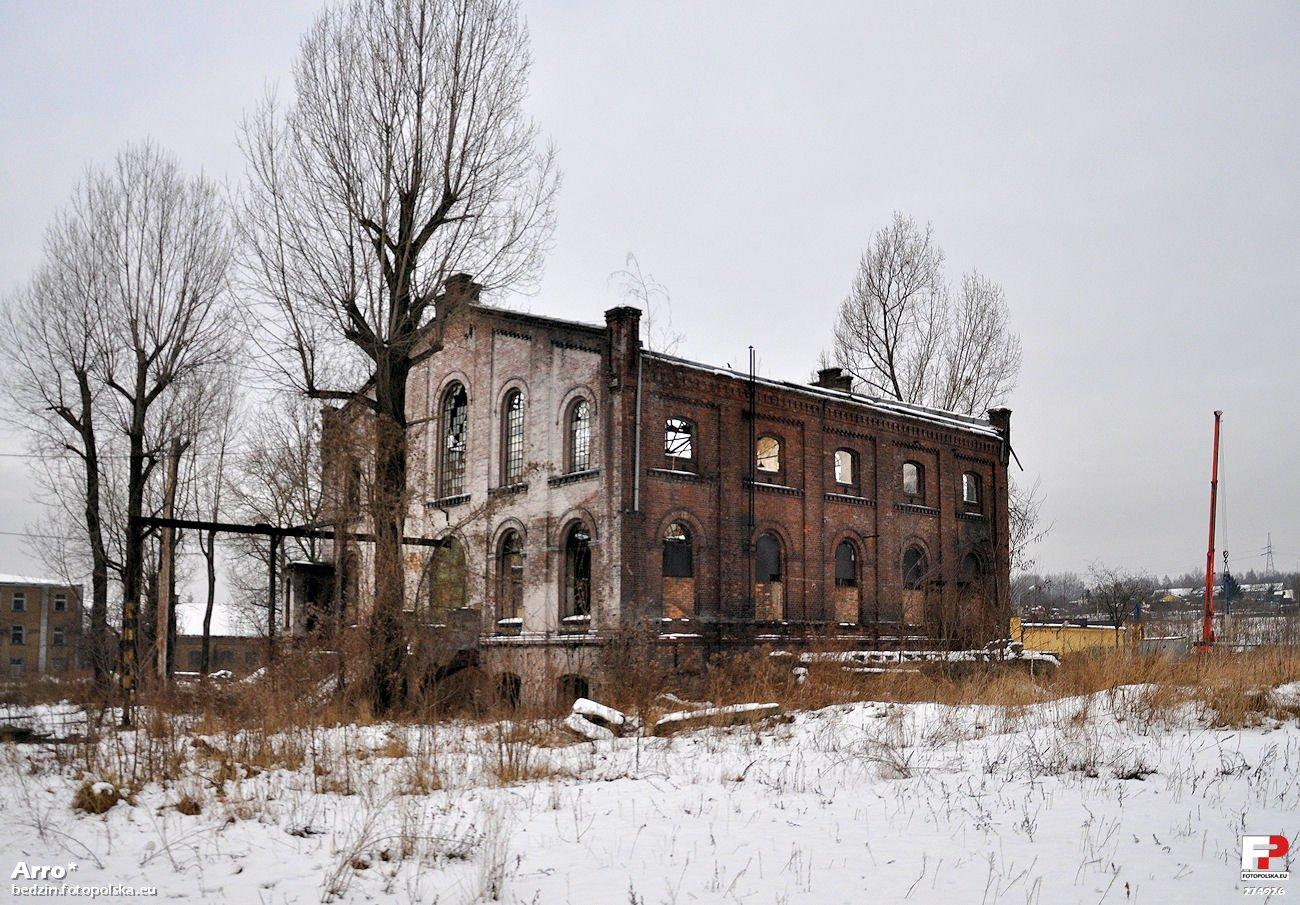
Budynek magazynu, fot. 2012 r.

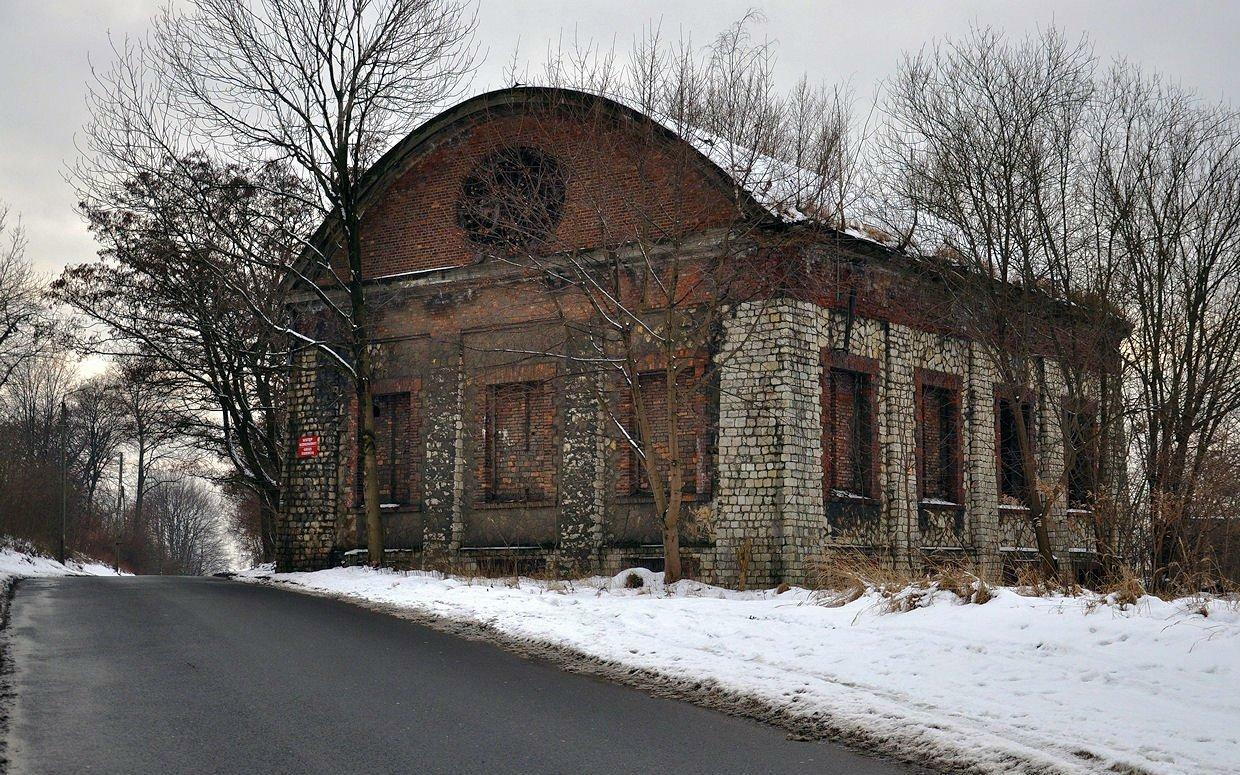
Budynek maszynowni szybu Zygmunt kopalni Maria (Grodziec I), fot. 2012 r.

Kopalnia Węgla Kamiennego Grodziec – kopalnia węgla kamiennego działająca w latach 1899–1998, ostatecznie zlikwidowana w 2001 roku. Jej siedziba znajdowała się w Będzinie, w Grodźcu przy ulicy Barlickiego, w pobliżu granicy administracyjnej z Wojkowicami.
Kopalnię tę nazywano „Grodziec II”, do czasu likwidacji potocznie zwanej Kopalnią „Grodziec I” („Maria”). Od 1938 roku Kopalnię „Grodziec II” zaczęto nazywać Kopalnią Grodziec. Była to czwarta grodziecka kopalnia po kopalni Barbara (założona w 1823 roku), Maria (zwaną często Grodziec I założona w 1894 roku) oraz Bory (założona w 1917 roku).

## Historia
Kopalnię uruchomiło 7 czerwca 1899 roku Grodzieckie Towarzystwo Kopalń Węgla i Zakładów Przemysłowych  . Początkowo, do 1938 roku miała nazwę „Grodziec II” , a potocznie nazywano ją „Grodziec Towarzystwo”. W 1936 roku wykupiły ją belgijskie Zakłady „Solvay” .
Kopalnia została zbudowana na nadaniach górniczych Stanisława Ciechanowskiego . Pierwszym dyrektorem kopalni był inż. Stanisław Skarbiński (1856–1925). Obszar górniczy kopalni podzielony jest na cztery bloki tektoniczne: A, B, C i D, przebiegające uskokami będzińsko-wojkowickim i grodzieckim. W kopalni wybierano pokłady grupy 500 i 600, potem 800 i 816 – węgiel energetyczny typ 31,2.
W historii kopalni było siedem szybów głębinowych.
W czasie II wojny światowej kopalnia jako jedyna w Zagłębiu Dąbrowskim nie została przejęta przez koncern Preussag, lecz pozostawała pod zarządem komisarycznym .
7 lutego 1945 roku Kopalnia Grodziec wysłała pierwszy po II wojnie światowej 44-wagonowy pociąg z węglem dla odbudowywanej Warszawy. Od tegoż roku kopalnia wchodziła w skład Dąbrowskiego Zjednoczenia Przemysłu Węglowego .

### Plany modernizacji
W latach 70. XX wieku kierownictwo kopalni wspólnie z Dąbrowskim Zjednoczeniem PW opracowało założenie modernizacji kopalni.
Jej końcowym efektem miał być wzrost wydobycia do 4000 t/d. z jednoczesnym obniżeniem kosztów produkcji i podniesieniem rentowności kopalni.
Zaprojektowany wzrost wydobycia pociągał za sobą konieczność modernizacji transportu pionowego, polegającej m.in. na zabudowaniu urządzenia skipowego w przedziale zachodnim szybu 1 w miejsce istniejących klatek 3-piętrowych, a także przystosowanie szybu 2 do prowadzenia regularnej jazdy ludzi oraz przejście z wydobyciem na jeden poziom.
Zasoby operatywne przewidziane do wydobycia do 2010 roku wynosiły 15,2 mln ton.
Po kopalni pozostało kilka budynków przy ul. Barlickiego oraz studnia głębinowa utworzona z szybu Grodziec II, należąca do Centralnego Zakładu Odwadniania Kopalń .

## Ratownictwo górnicze
Centralna Stacja Ratownictwa Górniczego dla kopalni węgla w Zagłębiu Dąbrowskim została powołana w 1910 roku przez Radę Zjazdu Przemysłowców Górniczych Królestwa Polskiego w Dąbrowie. Kopalniana Stacja Ratownictwa Górniczego w Kopalni „Grodziec” powstała prawdopodobnie w 1920 roku i obsługiwała także sąsiednie kopalnie. Organizacyjnie KSRG podlegała Okręgowej Stacji Ratownictwa Górniczego w Sosnowcu. Od lat 70. XX w. na każdej zmianie utrzymywane było na dole pogotowie ratownicze, najpierw po jednym, a później po dwa zastępy ratowników. Pierwszym nieoficjalnym kierownikiem KSRG został Antoni Skowronek, który podjął pracę w Kopalni „Grodziec” w 1921 roku, a kierownikiem KSRG był od 1922 do 1939 roku.

## Mecenat
Kopalnia „Grodziec” sponsorowała:
- powstały w latach 20. XX wieku Klub Tenisowy w Grodźcu
- działający w latach 1948–1956 Motorowy Klub Sportowy
- powstały w 1945 RKS Grodziec